# Temporada 1998-99 de los Boston Celtics
La temporada 1998-99 fue la quincuagésimo tercera de los Boston Celtics en la NBA. La temporada regular acabó con 19 victorias y 31 derrotas, acabando duodécimos de la Conferencia Este, no logrando clasificarse para los playoffs. Debido a un cierre patronal, la temporada regular comenzó el 5 de febrero de 1999 y se redujo de 82 partidos a 50.

## Elecciones en el Draft
| Ronda | Puesto | Jugador     | Posición | Nacionalidad   | Universidad/Club |
| ----- | ------ | ----------- | -------- | -------------- | ---------------- |
| 1     | 10     | Paul Pierce | Alero    | Estados Unidos | Kansas           |

## Temporada regular
| División Atlántico   | División Atlántico | División Atlántico | División Atlántico | División Atlántico | División Atlántico | División Atlántico | División Atlántico | División Atlántico |
| Equipo               | G                  | P                  | %                  | PD                 | Casa               | Fuera              | Div                |                    |
| -------------------- | ------------------ | ------------------ | ------------------ | ------------------ | ------------------ | ------------------ | ------------------ | ------------------ |
| c-Miami Heat         | 33                 | 17                 | .660               | –                  | 18-7               | 15–10              | 12-8               |                    |
| x-Orlando Magic      | 33                 | 17                 | .660               | –                  | 21–4               | 12–13              | 12-6               |                    |
| x-Philadelphia 76ers | 28                 | 22                 | .560               | 5                  | 17–8               | 11–14              | 9–10               |                    |
| x-New York Knicks    | 27                 | 23                 | .540               | 6                  | 19-6               | 8–17               | 12–8               |                    |
| Boston Celtics       | 19                 | 31                 | .380               | 14                 | 10–15              | 9–16               | 10–9               |                    |
| Washington Wizards   | 18                 | 32                 | .360               | 15                 | 13–12              | 5–20               | 6–13               |                    |
| New Jersey Nets      | 16                 | 34                 | .320               | 17                 | 12–13              | 4–21               | 6–13               |                    |

## Estadísticas

### Temporada regular
| Jugador           | PJ | PT | MPP  | %TC  | %3P  | %TL  | RPP | APP | ROB | TPP | PPP  |
| ----------------- | -- | -- | ---- | ---- | ---- | ---- | --- | --- | --- | --- | ---- |
| Antoine Walker    | 42 | 41 | 36.9 | .412 | .369 | .559 | 8.5 | 3.1 | 1.5 | .7  | 18.7 |
| Ron Mercer        | 41 | 40 | 37.8 | .431 | .167 | .790 | 3.8 | 2.5 | 1.6 | .3  | 17.0 |
| Paul Pierce       | 48 | 47 | 34.0 | .439 | .412 | .713 | 6.4 | 2.4 | 1.7 | 1.0 | 16.5 |
| Kenny Anderson    | 34 | 33 | 29.7 | .451 | .250 | .832 | 3.0 | 5.7 | 1.0 | .1  | 12.1 |
| Vitaly Potapenko† | 33 | 32 | 28.1 | .521 |      | .547 | 7.2 | 1.8 | .7  | .6  | 10.8 |
| Dana Barros       | 50 | 16 | 23.1 | .453 | .400 | .877 | 2.1 | 4.2 | 1.0 | .1  | 9.3  |
| Tony Battie       | 50 | 15 | 22.4 | .519 | .000 | .672 | 6.0 | 1.1 | .6  | 1.4 | 6.7  |
| Damon Jones†      | 13 | 0  | 16.4 | .387 | .455 | .750 | 2.4 | 2.2 | .5  | .0  | 5.8  |
| Walter McCarty    | 32 | 4  | 20.6 | .362 | .260 | .702 | 3.6 | 1.3 | .8  | .4  | 5.7  |
| Andrew DeClercq†  | 14 | 1  | 18.4 | .491 |      | .655 | 4.5 | .7  | .9  | .6  | 5.4  |
| Greg Minor        | 44 | 7  | 17.4 | .417 | .286 | .750 | 2.7 | 1.1 | .5  | .1  | 4.9  |
| Popeye Jones      | 18 | 2  | 11.4 | .392 | .000 | .824 | 2.9 | .8  | .3  | .0  | 3.0  |
| Bruce Bowen       | 30 | 1  | 16.5 | .280 | .269 | .458 | 1.7 | .9  | .7  | .3  | 2.3  |
| Eric Riley        | 35 | 11 | 9.6  | .519 |      | .710 | 2.8 | .4  | .3  | .7  | 2.2  |
| Marlon Garnett    | 24 | 0  | 8.5  | .294 | .261 | .750 | .9  | .8  | .2  | .0  | 2.1  |
| Dwayne Schintzius | 16 | 0  | 4.2  | .250 |      | .750 | 1.2 | .5  | .0  | .2  | .7   |

- † Indica jugador que perteneció a más de una plantilla durante la temporada. Las estadísticas solo reflejan su paso por los Celtics.

## Galardones y récords
| Jugador     | Galardón                            |
| Paul Pierce | Mejor quinteto de rookies de la NBA |